# Slavkovský les
Slavkovský les, do konce druhé světové války Císařský les (německy Kaiserwald), je geomorfologický celek v severní části Karlovarské vrchoviny.

## Vymezení
Slavkovský les je území mírně protažené ve směru jihozápad – severovýchod, obklopené ze severu Sokolovskou pánví, ze západu Chebskou pánví a Podčeskoleskou pahorkatinou, na jihu Tepelskou vrchovinou, na východě Doupovskými horami. Západní okraj Slavkovského lesa se nachází u Mokřiny, severní okraj v jižní části Karlových Varů, jižní okraj u Poutnova a východní u Bražce při okraji Vojenského újezdu Hradiště.

## Členění
Podle geomorfologického členění Česka náleží Slavkovský les do geomorfologické provincie Česká vysočina, do Krušnohorské subprovincie a do geomorfologické oblasti Karlovarská vrchovina. Karlovarská vrchovina je členěna na 2 geomorfologické celky: Slavkovský les a Tepelskou vrchovinu.
Slavkovský les se dále člení na tři podcelky a šest okrsků:
- Kynžvartská vrchovina
  - Arnoltovská vrchovina
  - Lysinská hornatina
- Hornoslavkovská vrchovina
  - Krásenská vrchovina
  - Loketská vrchovina
- Bečovská vrchovina
  - Mnichovská vrchovina
  - Javorenská vrchovina

## Geologie a geomorfologie

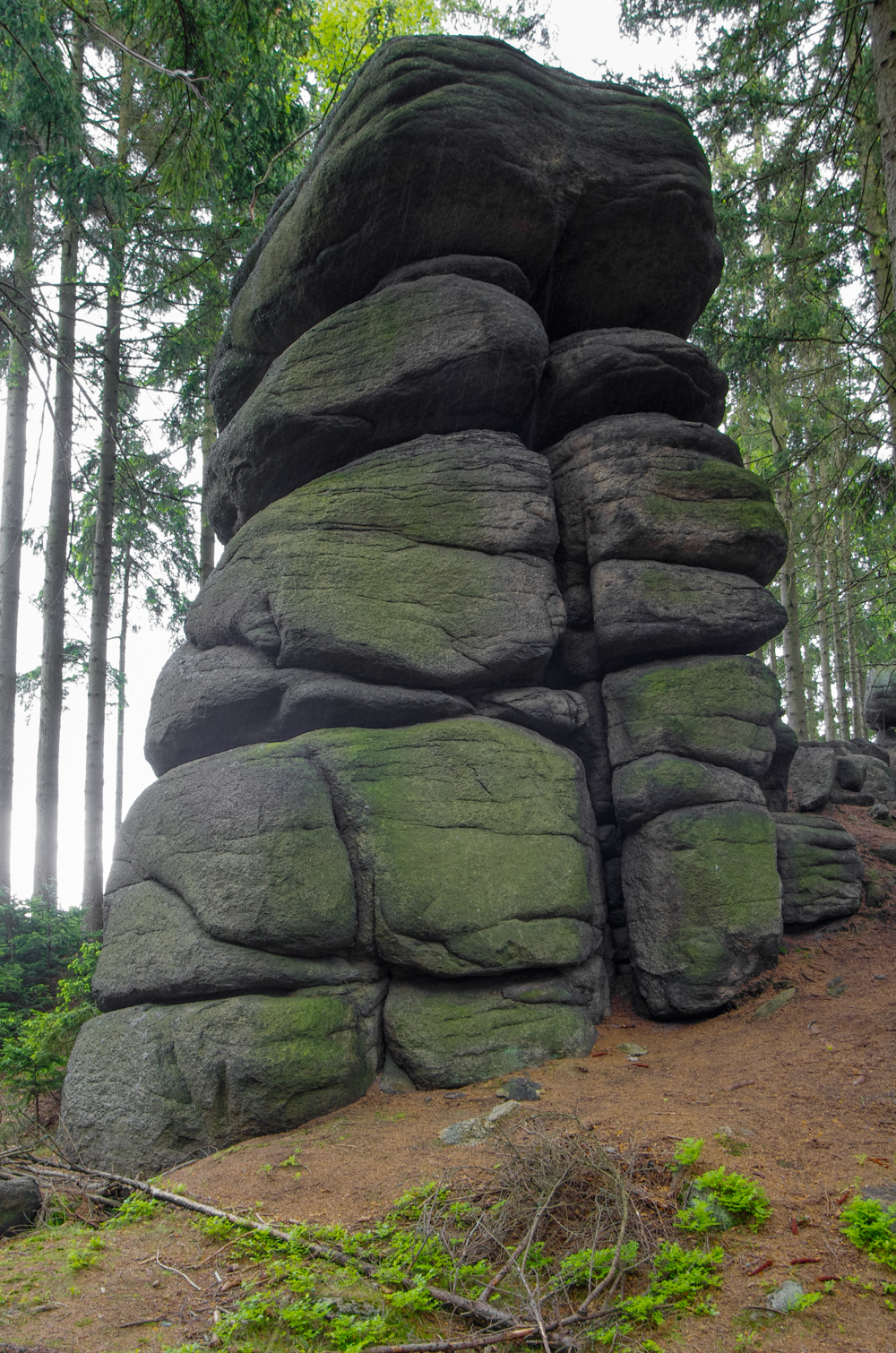
Přírodní památka Moučné pytle

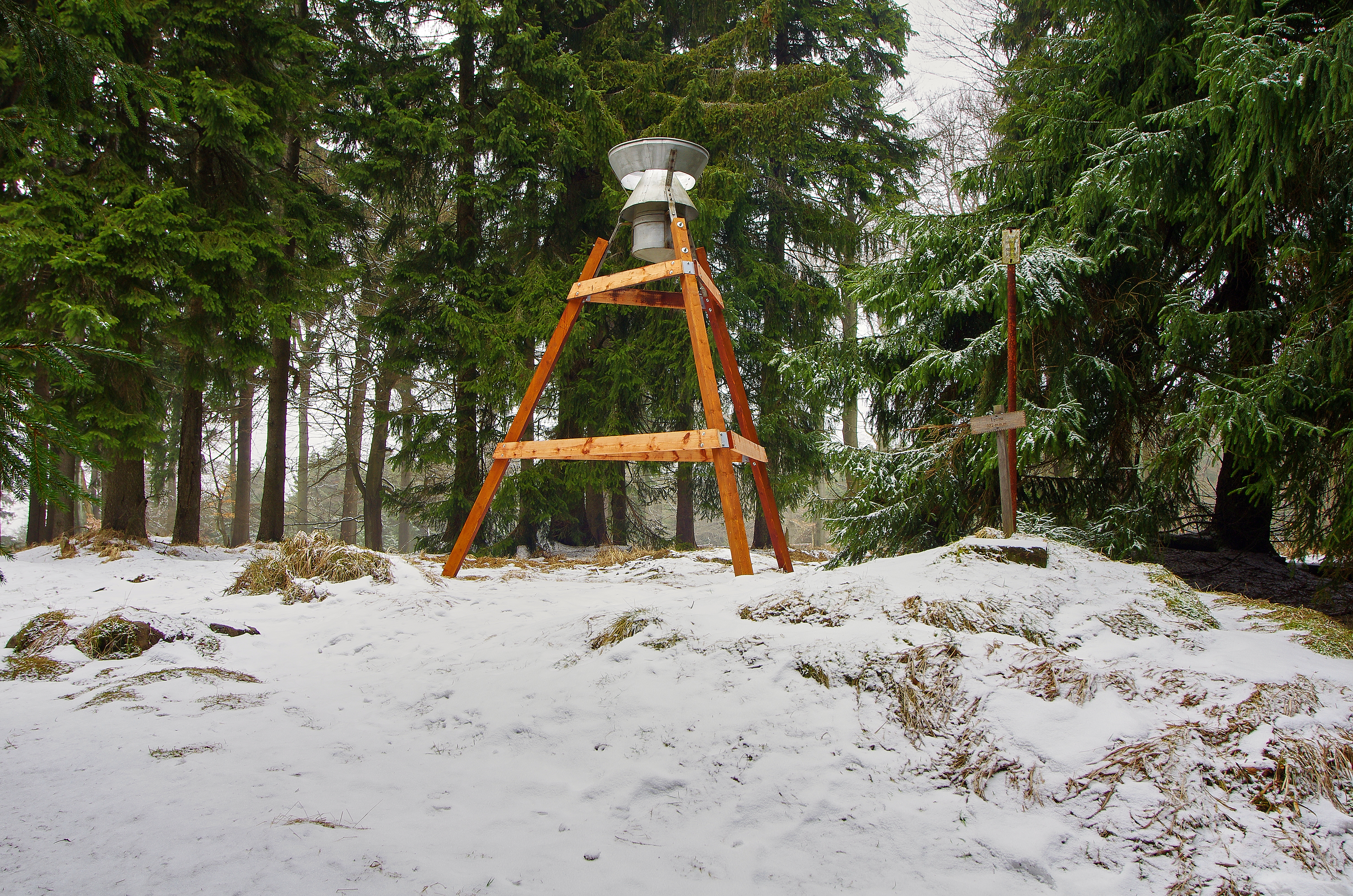
Vrch Lysina

Slavkovský les je poměrně málo členitý, i když prodělal v geologické historii bouřlivý vývoj. S nejstarším geologickým útvarem oblasti se setkáváme v centru Slavkovského lesa, v okolí Horního Slavkova a Krásna. Mírně pokleslá kra takzvaného slavkovského krystalinika je předprvohorního stáří, tvoří ji převážně ruly.
Projevem hlubinné magmatické činnosti v geologickém období prvohor došlo při hercynském vrásnění ke vzniku karlovarského plutonu. Tehdy, před 290–330 milióny let, proniklo žhavé magma ve dvou hlavních etapách do starších přeměněných hornin a ty na kontaktu opět přeměnilo. Zároveň došlo k překrytí a přeměnění starších hornin z doby Kadomského vrásnění, tmavých hornin bazického složení. V oblasti Slavkovského lesa nazývají geologové tento geologický útvar mariánskolázeňským metabazickým komplexem. Mariánskolázeňský komplex vychází na povrch především v oblasti mezi Mariánskými Lázněmi, Prameny a Bečovem nad Teplou.
Při hercynském vrásnění vznikla nová pohoří, jejichž součástmi byly dnešní Krušné hory, Slavkovský les a Smrčiny. Vytvořila se jednolitá horská klenba, která byla v geologickém období druhohor za téměř 200 miliónů let zarovnávána. Dlouhodobou erozí se k povrchu dostalo původně hluboce uložené žulové těleso karlovarského plutonu. Zarovnaný reliéf původní druhohorní paroviny je dodnes zřetelný v centrální části Slavkovského lesa, kde v okolí zaniklé Čisté dosahuje nadmořské výšky kolem 800 m.
Období klidných druhohor přerušila tektonická činností v třetihorách. Alpinské vrásnění zasáhlo i Slavkovský les. Následkem silných tlaků se vytvořil nový systém podkrušnohorských zlomů ve směru severovýchod-jihozápad. Podél nich došlo na jedné straně k poklesům v místech, kudy dnes protéká Ohře, na druhé straně k vyzdvižení Krušných hor. Tím došlo k oddělení Slavkovského lesa od Krušných hor. Navíc došlo k rozlámání pohoří na bloky i podle zlomů téměř kolmých k systému podkrušnohorských zlomů. Ty oddělují Slavkovský les od Českého lesa. Kromě rozdělení původně jednolitého pohoří doprovázela tektonickou činnost i činnost vulkanická. Kromě vzniku sousedních Doupovských hor došlo k řadě jednotlivých čedičových výlevů také ve Slavkovském lese a sousední Tepelské vrchovině. Nejvýraznějšími čedičovými útvary ve Slavkovském lese jsou Homolka u Bečova nad Teplou a Čedičové varhany u Hlinek. Charakteristickými projevy postvulkanické činnosti v oblasti Slavkovského lesa jsou minerální prameny.

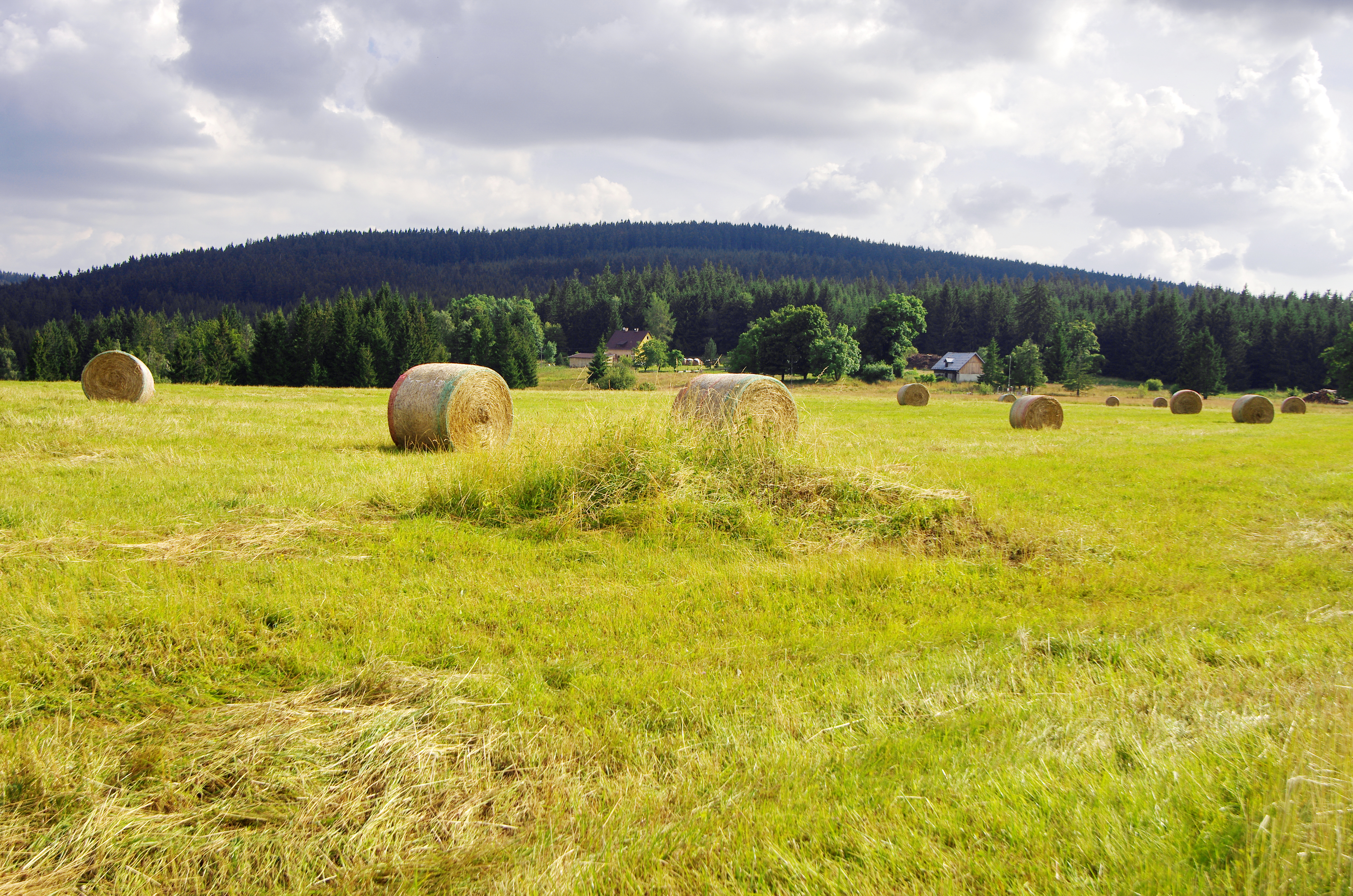
Vrch Lesný

Silné zvětrávání a zvýšená eroze koncem třetihor vedly k obnažení horninového podkladu a formování skalních žulových výchozů, zejména tzv. mrazovým zvětráváním. To pokračovalo i ve čtvrtohorách, zejména v ledových dobách jeho starší fáze pleistocénu. Mrazové zvětrávání způsobilo charakteristické rozpukání žulových skal do typických bloků s kvádrovitou odlučností, a jejich další rozpad do balvanových proudů. Nejznámější ukázkou kvádrovitého rozpadu žuly jsou Svatošské skály v údolí Ohře. Žulové skalní útvary se nacházejí i na svazích údolí Lobezského potoka, například na úbočí Lobezského vrchu nebo v místech, kde stával hrad Plikenštejn. Skalní tory se nacházejí například na lokalitě Moučné pytle. Nápadnou formou zvětrávání žulových bloků jsou i skalní hřiby. V mladších čtvrtohorách, koncem poslední doby ledové se na náhorních plošinách v centrální části Slavkovského vytvořila horská rašeliniště. Nejznámější jsou chráněna v národní přírodní rezervaci Kladské rašeliny. Těžbou rašeliny bylo výrazně poškozeno Krásenské rašeliniště, kde největší zde zjištěná mocnost rašeliny činila 7,3 m.
Nejmladší kapitolou geomorfologického vývoje je činnost člověka, která se velmi významně vtiskla do charakteru krajiny v nejbližším okolí Horního Slavkova. Prakticky na každém kroku se setkáváme s tzv. antropogenními formami reliéfu, a to v souvislosti se středověkou i novověkou těžbou cínových a wolframových rud a krátkou, ovšem z hlediska nových povrchových tvarů významnou těžbou uranové rudy. Nejčastěji jsou to haldy a odvaly hlušiny vyvezené z dolů. Četné jsou rovněž propady povrchu do vytěžených prostor, tzv. pinky, zejména v okolí krásenských cínových dolů, např. pinky Hubského a Schnödova pně.

### Významné hory akopce
Nejvyšším vrcholem Slavkovského lesa je Lesný (983 m), druhým nejvyšším je Lysina (982 m).

## Hydrologie

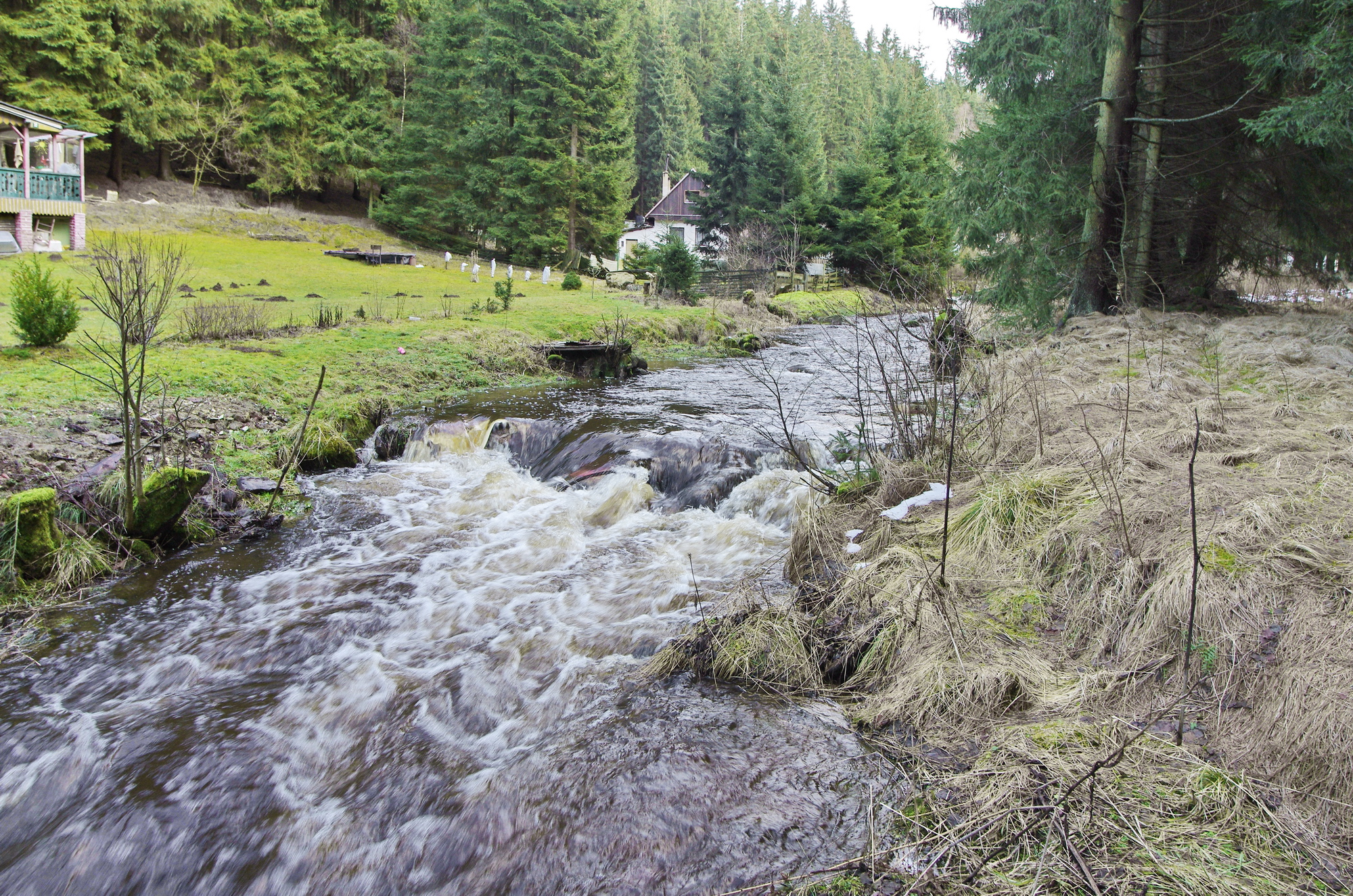
Lobezský potok v Podstrání

Vodní toky ve Slavkovském lese spadají do Povodí Ohře, Teplé a Mže. Do povodí Mže patří však jen nepatrný počet menších, často bezejmenných potoků, zejména při hranici s Tepelskou vrchovinou. Osou Slavkovského lesa je řeka Teplá, pramenící v mokřadech u obce Zádub-Závišín, severozápadně od Mariánských Lázní. Řeka vytváří v zarovnaném povrchu střední části vrchoviny zaříznuté až kaňonovité údolí. Krátkým úsekem v severní části území mezi Loktem a Svatošskými skalami protéká Ohře. K významnějším potokům v povodí Ohře, které odvodňují Slavkovský les, patří Libava a Lobezský potok. V povodí Teplé je nejvýznamnějším vodním tokem Pramenský potok se svým přítokem Mnichovským potokem. K větším potokům v povodí Mže, pramenícím ve Slavkovském lese, patří Úšovický potok.

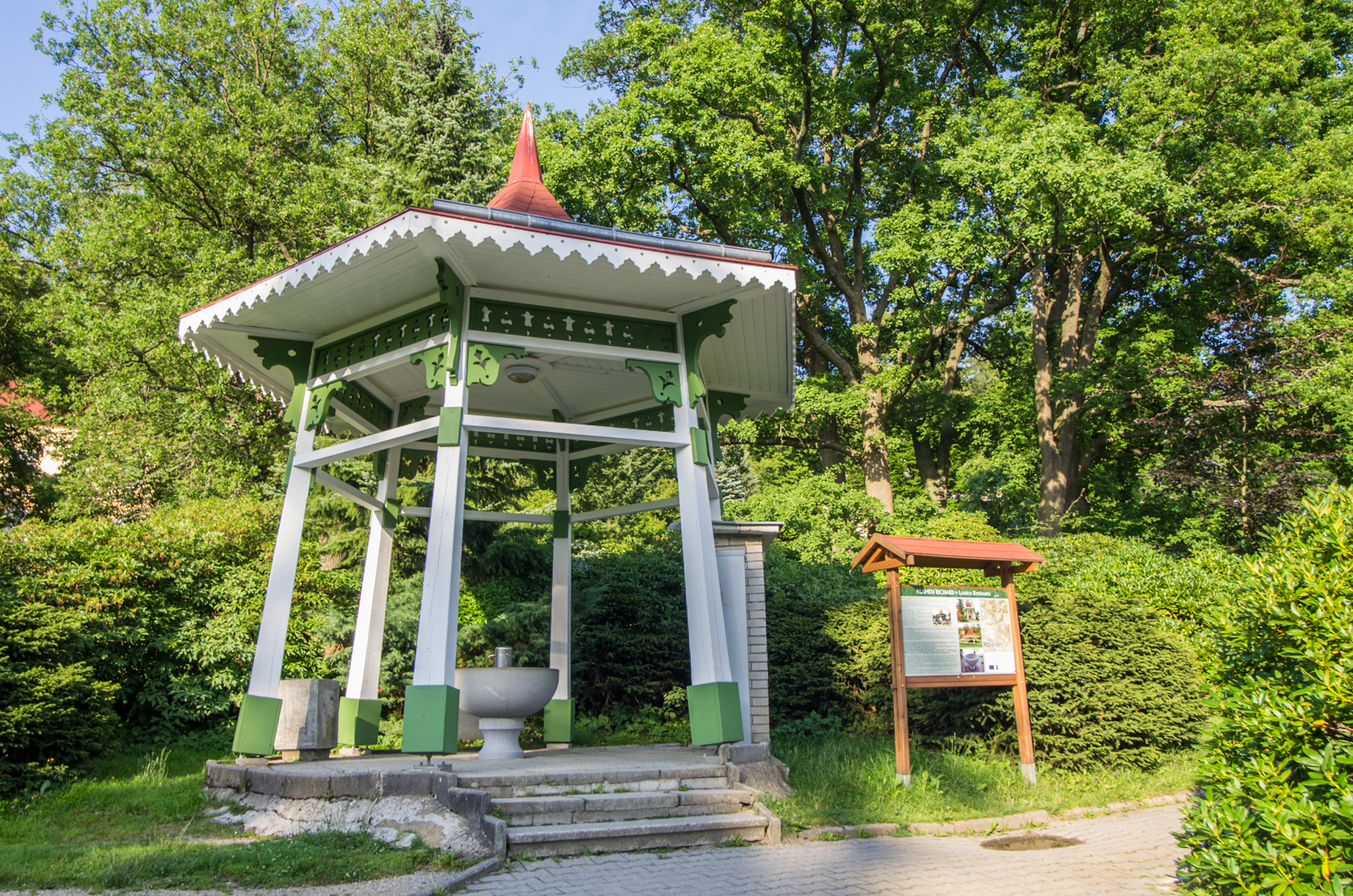
Lázně Kynžvart - pramen Richard

Zvláštní postavení povrchových vod Slavkovského lesa mají vodní toky využívané v období historické báňské činnosti při těžbě a zpracování cínové rudy. Mezi nejvýznamnější umělá vodní díla patří Puškařovská stoka vybudovaná v letech 1512 až 1514, zejména však mimořádné technické dílo Dlouhá stoka, chráněné od roku 2014 jako Národní kulturní památka. Součástí Dlouhé stoky jsou retenční rybníky s přibližným objemem vody 630 000 m3 vody, které umožňovaly provozování báňských děl na hlavních cínových ložiskách ve Slavkovském lese.
Fenoménem Slavkovského lesa jsou vývěry teplých i studených minerálních pramenů. V severní části území jsou to karlovarské termální prameny, které podnítily vznik největších a nejznámějších lázní v Česku. Celková vydatnost všech karlovarských pramenů vysoce převyšuje 30 litrů za sekundu. Nejteplejší a zároveň nejznámější termálním pramenem Čech z nich je Vřídlo s teplotou termy 73 °C.

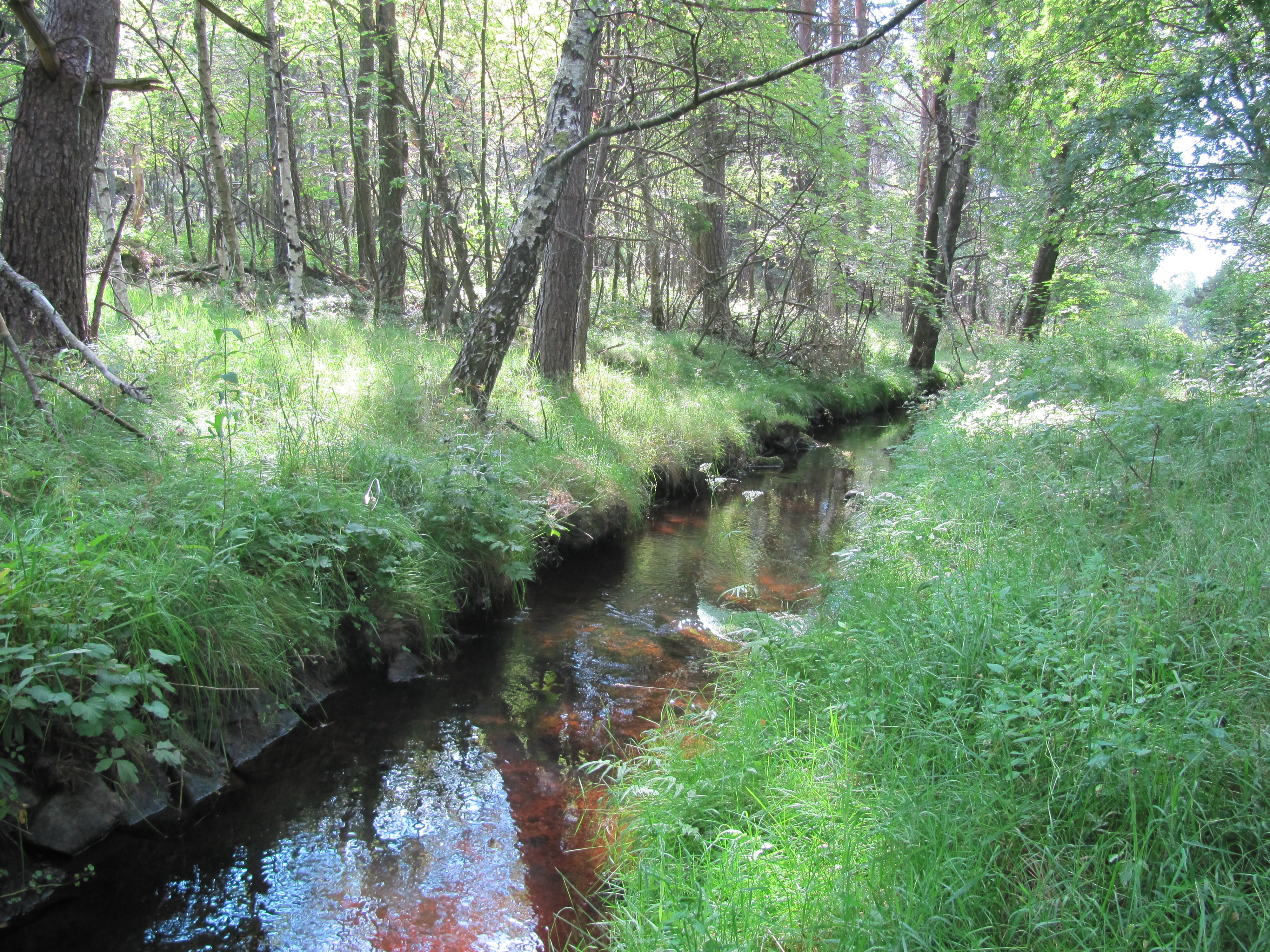
Dlouhá stoka u Pramenů

Rovněž Lázně Kynžvart mají řadu přírodních léčivých zdrojů, které jsou součástí zřídelní soustavy kyselek uvnitř široké mariánskolázeňské zřídelní oblasti. Zde se ovšem jedná o vývěry studených kyselek, jejichž teplota kolísá mezi 7 a 10 °C. Jímány jsou však pouze 4 prameny. Nejznámější je pramen Richard, pojmenovaný po Richardu Metternichovi, který se zasloužil v Kynžvartu o rozvoj lázní. Dále zde vyvěrají prameny Helena a Viktor a za městem pramen Tereza. Nachází se zde též NS Kynžvartské kyselky, která vede k těmto pramenům: Liščí prameny, Kančí pramen a Jezevčí pramen.
K léčebným kúrám se v obci Prameny v minulosti využívaly i prameny Gisela a Rudolf a Hublův v bývalých lázních v Pramenech. Minerální voda z Rudolfova pramene byla kdysi stáčena do lahví a posílána do celé Evropy. V Pramenech též vyvěrá Barochův pramen. Na území je mnoho dalších přírodních vývěrů minerálních vod. Některé z nich jsou zachyceny jímkami, studnami či mělkými vrty. Specifické složení, s vysokým obsahem hořčíku, mají kyselky z oblasti s hadcovým horninovým podložím. Ty vyvěrají anebo jsou zachycovány vrty v nivě Pramenského potoka nedaleko soutoku s Mnichovským potokem. Odtud se minerální vody od počátku 21. století přivádí potrubím do plnírny v nedalekém Mnichově. Zde se tato minerálka míchá s vodami z dalších vrtů obdobného složení, zejména s Grünskou kyselkou. Výsledná minerální voda s velmi vysokým obsahem hořčíku se expeduje pod obchodním názvem Magnesia. Vzhledem k četným pramenům minerálních vod je značná část rozlohy Slavkovského lesa zahrnuta do ochranných pásem přírodních léčivých zdrojů.

## Flóra a fauna

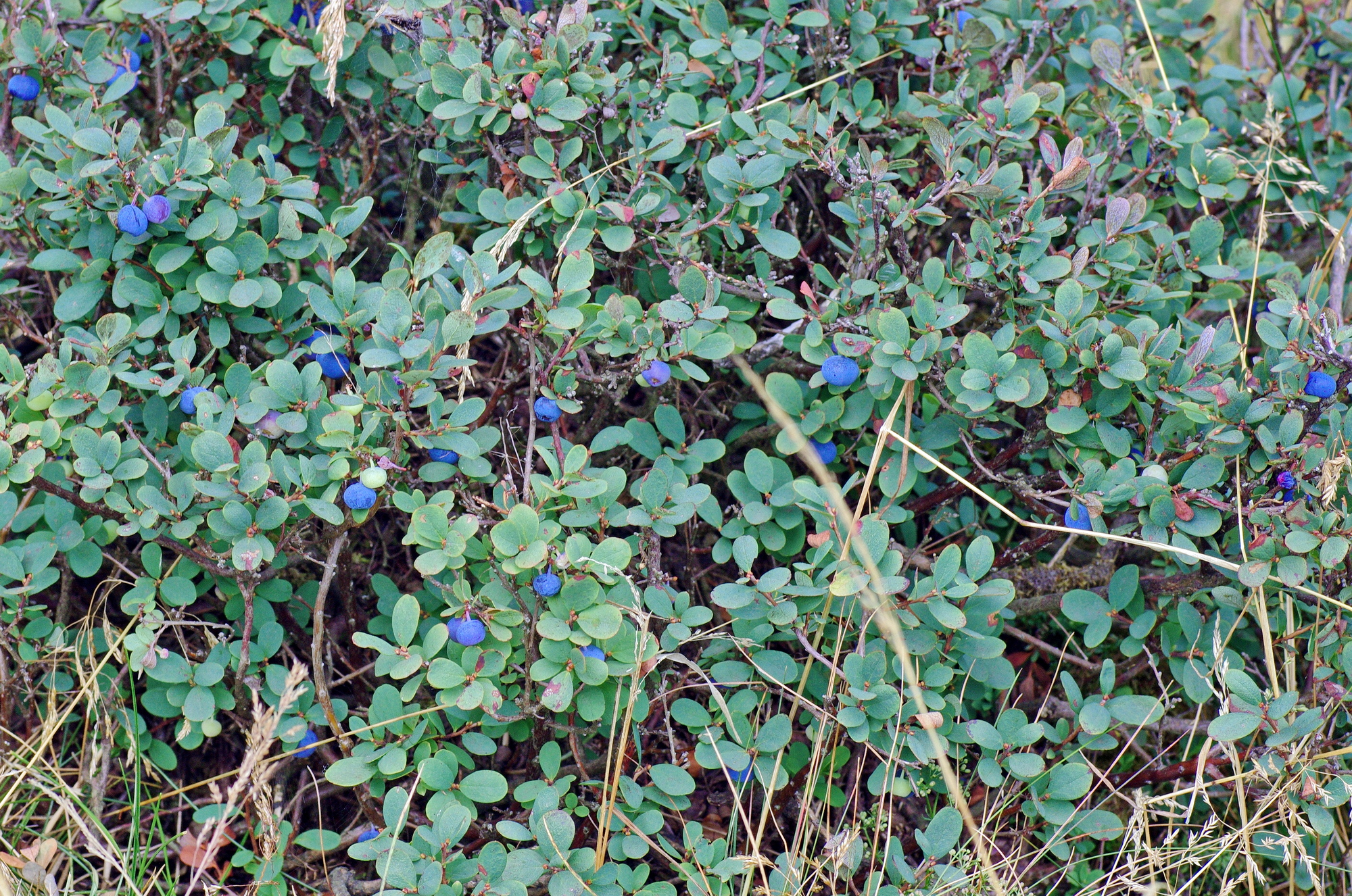
Vlochyně bahenní pod Vlčkem

V oblasti převládají kulturní smrčiny s výrazným podílem podmáčených a rašelinných smrkových porostů, zejména v oblasti vrchovišť. Před osídlením byl však Slavkovský les porostlý převážně listnatým lesem. Původní bukové porosty se zachovaly na západních a jihozápadních svazích Slavkovského lesa v přírodních rezervacích Holina a Žižkův vrch, v údolí Ohře mezi Loktem a Doubím a v údolí Lobezského potoka. Přirozené olšiny a porosty vrby a olše lemují břehy Teplé. Na hadcových podkladech se zachovaly relikty původních porostů borovic, zejména v přírodních rezervacích Vlček, Planý vrch a Pluhův bor. Zvláštní postavení zaujímají náhradní porosty na výsypkách hlušiny po těžbě rud a uranu, v lomech a na odkalištích. Převažují zde nálety břízy a vrby jívy, které místně vytváří i rozsáhlé porosty. Na vrchovištích dominují v podrostech keříčky brusnice borůvky (Vaccinium myrtillus) a brusnice brusinky (Vaccinium vitis – idaea), místy vlochyně bahenní (Vaccinium uliginosum). Pozornost botaniků se soustřeďuje zejména na hadcové skalky. Časně zjara rozkvétají keříčkové porosty vřesovce pleťového (Erica carnea)

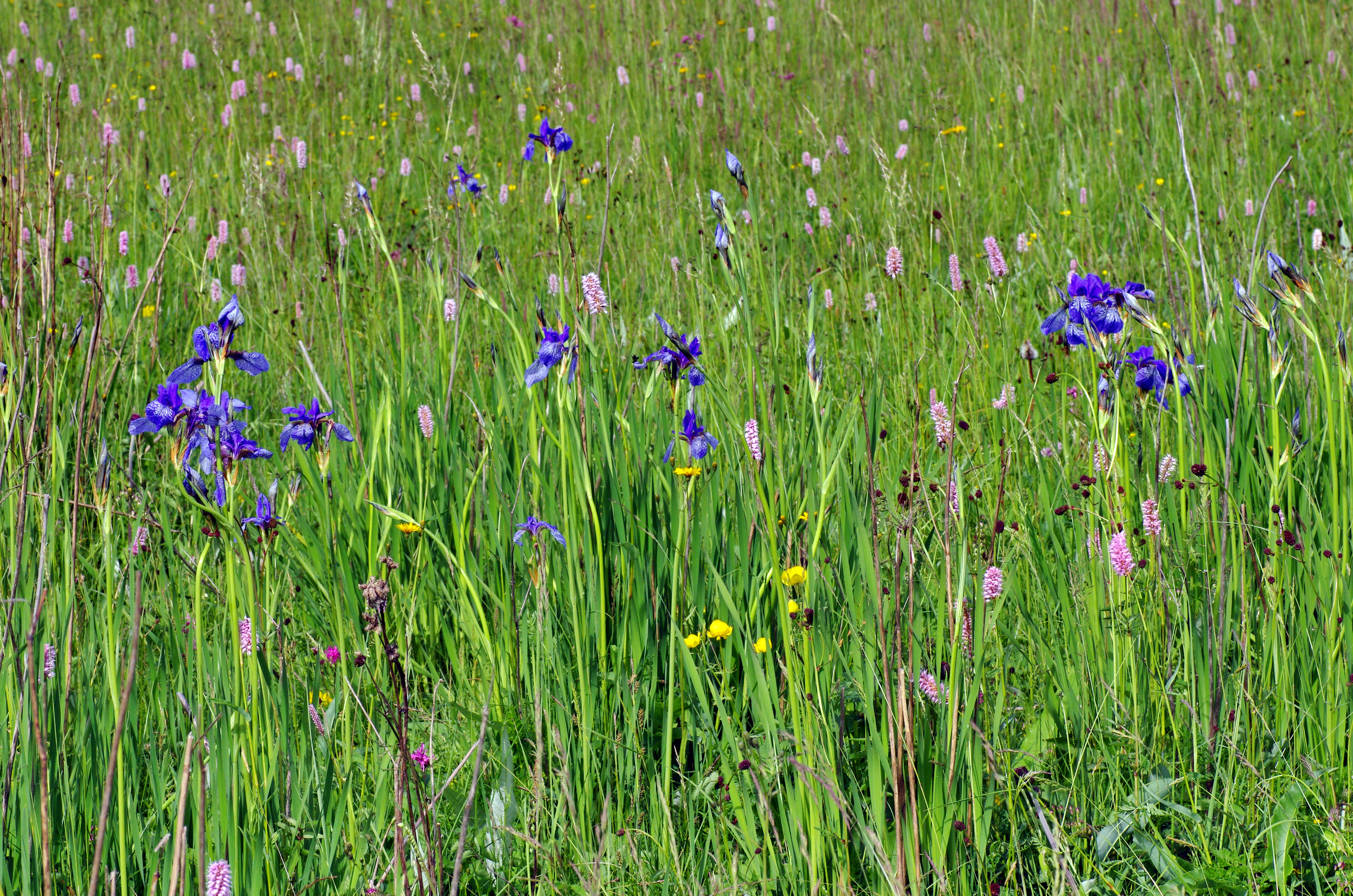
Kosatec sibiřský na Upolínové louce

Nejcennějším porosty hadcových výchozů jsou vzácné druhy drobných kapradin sleziníku nepravého (Asplenium adulterinum) a sleziníku hadcového (Asplenium cuneifolium). Zajímavá je populace endemické rostliny rožce kuřičkolistého (Cerastium alsinifolium), která roste pouze ve Slavkovském lese. Nápadnými průvodci mokrých luk jsou žlutě kvetoucí Upolín nejvyšší (Trollius altissimus). Na sušších místech na okrajích lesa roste prha arnika (Arnica montana), která je symbolem CHKO Slavkovský les. K nepůvodním druhům na území Slavkovského lesa patří zejména invazní bolševník velkolepý (Heracleum mantegazzianum), pocházející z hor jihovýchodní Asie. Byl vysazen v polovině 19. století jako ozdobná rostlina v zámeckém parku v Kynžvartu. Síření probíhalo nejvíce podél vodních toků, postupně se rozšířilo na všechna vhodná místa ve Slavkovském lese. Stal se pohromou a vzhledem k toxicitě je intenzivně huben.
Původní, dříve obecně rozšířená fauna listnatého lesa zůstala zachována ve zbytcích přirozených porostů. Pro tyto převážně listnaté lesy je charakteristický výskyt ptáků, např. strakapouda malého (Dendrocopos minor) či drozda kvíčaly (Turdus pilaris). V souvislých lesních smrkových komplexech to jsou např. sýc rousný (Aegolius funereus), kulíšek nejmenší (Glaucidium passerinum) či výr velký (Bubo bubo). Postupně však vymizel tetřev hlušec (Tetrao urogallus) a tetřívek obecný (Tetrao tetrix), i když jejich populace zde dříve bývala početná. Z dalších ptáků zde žijí linduška luční (Anthus pratensis) a bramborníček hnědý (Saxicola rubetra), vzácně chřástal polní (Crex crex). Na území Slavkovského lesa leží řada zimovišť netopýrů, mnohdy ve starých důlních dílech. Ze vzácnějších obojživelníků u vodních ploch lze jmenovat čolka obecného (Lissotriton vulgaris), čolka horského (Ichthyosaura alpestris) a skokana ostronosého (Rana arvalis). Na rašeliništích se pravidelně objevuje žluťásek borůvkový (Colias palaeno) a hnědásek chrastavcový (Euphydryas aurinia).

## Ochrana přírody
Převážná část vrchoviny je chráněna v CHKO Slavkovský les.

## Nerostné bohatství a hornictví

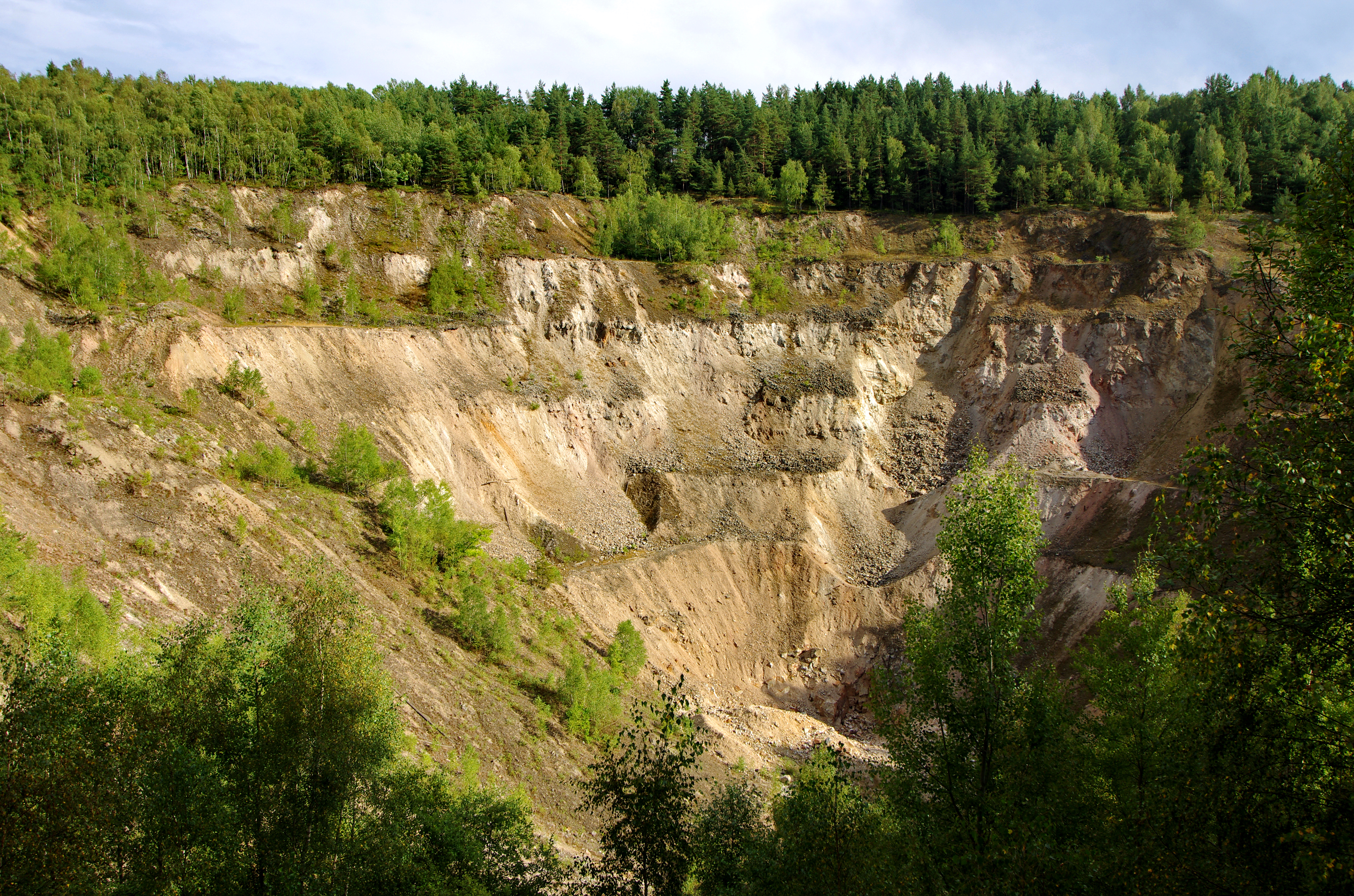
Krásno – Hubský peň

V mírně pokleslé kře slavkovského krystalinika došlo přibližně před 290 až 330 milióny let k průniku žhavého magmatu do starších metamorfovaných hornin. Tato geologická změna byla původcem nerostného bohatství oblasti, vznikla rudní ložiska. Nejvýznamnějšími byla ložiska cínových rud v centrální části Slavkovského lesa. Cínový revír poskytnul od 14. do 17. století dohromady kolem 60 000 tun cínu. Zejména v 16. století proslavil cín ze Slavkovského lesa a Krušných hor tyto oblasti ve světě. V 16. století dosáhla produkce cínu téměř 60% výroby kontinentální Evropy. V průběhu 16. století dokonce cín z rudních ložisek Slavkovského lesa ovládl na krátkou dobu evropský trh s cínem. Zároveň to znamenalo rozvoj cínařství a zvonařství ve Slavkovském lese. Předpokládá se, že první cínaři a zvonaři se zde usadili v 16. století a jeho koncem založili samostatný cech cínařů a zvonařů z Horního Slavkova, Krásna, Bečova nad Teplou a Lokte. Pozůstatky po rozsáhlých středověkých rýžovištích cínové rudy se zachovaly zejména v prostoru Kladské a Pramenů. Kromě cínových rud se v pozdějších dobách těžily i rudy wolframu. Nejprve byly přebírány staré haldy cínových dolů, od počátku 20. století se staly rudy wolframu předmětem systematického geologického průzkumu. Důvodem byla narůstající poptávka po wolframu, používaného zejména pro legování ocelí určených pro zbrojní průmysl.

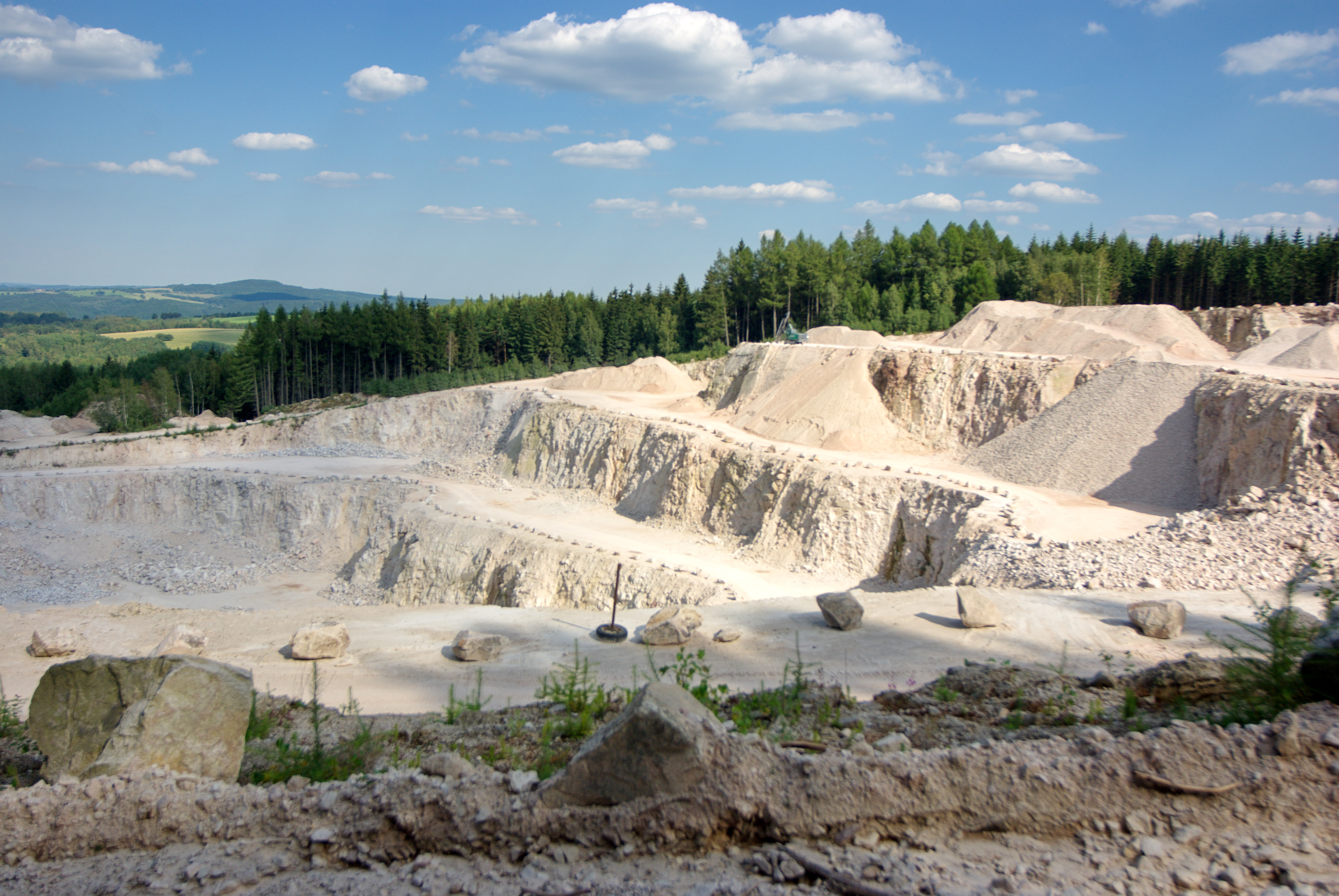
Vysoký kámen – živcový lom

Kromě cínových rud se ve Slavkovském lese dobývaly i rudy stříbra. V okolí Horního Slavkova je nejstarší těžba datovaná rokem 1507, kdy zde Pluhové z Rabštejna zavedli horní řád pro stříbrné doly. Město Horní Slavkov dokonce mělo svoji mincovnu od roku 1526. Ta však neměla dlouhého trvání a již o dva roky později byla zrušena, krátce po nástupu Ferdinanda I. na český trůn roku. Dalším významnějším hornickým městem byl Smrkovec, kde v 16. až 18. století probíhala těžba stříbra a v 18. až 19. století těžba železných rud. Krátkou dobu trvání měla těžba uranu ve Slavkovském lese, kdy v období těsně po druhé světové válce potřeboval tehdejší Sovětský svaz uran pro své jaderné zbraně. Těžba uranu byla vzhledem k malým zásobám pouze krátkodobou záležitostí, ovšem velmi intenzivní. O tom svědčí vyhloubení 21 těžních jam a desítek štol. Po ukončení těžby v první polovině 60. let dvacátého století zůstalo zejména v Horním Slavkově a jeho okolí velké množství hald a odvalů hlušiny. Těžba uranové rudy měla destruktivní vliv na krajinu, znamenala nepříznivý zásah do hydrogeologických poměrů, zanikly některé rybníky a potoky. Některé rybníky byly vypuštěny po jáchymovsku, tedy odstřelem hráze důlní trhavinou. Povrchové vody byly kontaminovány vyvěrajícími důlními vodami. Město Horní Slavkov patří mezi nejpoddolovanější města v Česku. Devadesát procent tohoto poddolování pochází z 50. let 20. století za doby těžby uranu.
Kromě rud se ve Slavkovském lese těžil i hadec pro dekorační účely. Západně od Mnichova stály na Mnichovském potoce mlýny, kde se brousily a leštily hadce, dobývané v lomech na Planém vrchu. V brusírnách se z hadce vyráběly džbány, stolní desky, náhrobní kameny a obruby lázeňských pramenů pro Mariánské Lázně a Prameny. V činnosti je žulový lom v zaniklé obci Vítkov s roční těžbou okolo 50 000 m³ (49 000 m³ v roce 2014).
V Krásně na ložisku Vysoký kámen se těží povrchově živcová surovina. Tuto těžbu zahájil v roce 1967 závod Stannum, po privatizaci od roku 1992 provozuje lom společnost KMK Granit. Surovinou jsou žuly s obsahem živců v množství 55 až 70 %. V roce 2014 činila těžba 140 000 t.

## Obce a města
Na území celku se nenachází žádné velké sídlo. Okrajově do Slavkovského lesa zasahují Karlovy Vary svoji lázeňskou částí. Z celého území Slavkovského lesa došlo po druhé světové válce ke značnému odlivu obyvatel, způsobeného nuceným vysídlením německého obyvatelstva. Souběžně s odsunem německého obyvatelstva probíhaly i pokusy o dosídlení území českým obyvatelstvem. Ve stejnou dobu však přišla do Slavkovského lesa armáda, neboť téměř na celém území vznikl nový Vojenský výcvikový prostor. V průběhu přibližně 8 let výcvikové činnosti armády ve Slavkovském lese došlo k úplnému nebo částečnému zničení měst, obcí a osad. Většina z nich byla zničena úplně. Po zrušení vojenského prostoru byly pozůstatky staveb srovnány se zemí.
Významnějšími sídly ve Slavkovském lese jsou:
- Horní Slavkov
- Krásno
- Loket
- Bečov nad Teplou
- Lázně Kynžvart
- Prameny